# Tereza Nvotová
Tereza Nvotová (nascuda el 22 de gener de 1988) és una directora i guionista d'Eslovàquia. És coneguda per pel·lícules com Nightsiren (2022), Filthy (2017) i Lust for Power (2017). Amb el seu segon llargmetratge Nightsiren va guanyar un pardo d'oro al Festival Internacional de Cinema de Locarno Film i el Méliès de Plata al Festival de Sitges. l seu primer llargmetratge Filthy va guanyar més de 20 premis a festivals d'arreu del món, incloent el Premi de la Crítica de Cinema Txeca a la millor pel·lícula i els Premi de l'Acadèmia de Cinema Txec al millor muntatge. Com a documentalista, es va enfrontar a la corrupció i a la política al seu documental d'HBO Lust For Power i va fer un curt per a Televisió txeca. Tereza ensenya a estudiants de direcció a l'escola de cinema de Praga FAMU. Està representada per UTA i viu a Praga i Nova York. El 2018, la revista Forbes també va classificar Tereza Nvotova entre les 30 persones menors de 30 anys més influents a Eslovàquia. És filla de l'actriu Anna Šišková i de la directora Juraj Nvota.
Nvotová va dirigir i coescriure la sèrie de televisió Our People amb Miro Šifra. L'espectacle va guanyar el premi de desenvolupament a les sessions de llançament co-professionals del Fòrum Series Mania.

## Filmografia selecta
- Take it Jeasy (2008)
- 10 Rules (2014)
- Filthy (2017)
- The Lust For Power (2017)
- Nightsiren (2022)
- Our People sèrie (en producció)